# Residencial Amalfi
Residencial Amalfi är en ort i Mexiko.   Den ligger i kommunen Los Cabos och delstaten Baja California Sur, i den västra delen av landet, 1 200 km väster om huvudstaden Mexico City. Residencial Amalfi ligger 86 meter över havet och antalet invånare är 369.
Terrängen runt Residencial Amalfi är platt åt nordväst, men norrut är den kuperad. Havet är nära Residencial Amalfi åt sydost.  Närmaste större samhälle är Cabo San Lucas, 5,6 km väster om Residencial Amalfi. 